# Devil May Cry (série de televisão)
Devil May Cry é uma série de televisão animada para adultos de ação e fantasia de 2025. Criada pelo produtor de cinema indo-americano Adi Shankar, animada pelo estúdio sul-coreano Mir e produzida pela Shankar Animation, é baseada na franquia de jogos eletrônicos japonesa de mesmo nome da Capcom. A história acompanha o caçador de demônios contratado Dante enquanto ele tenta frustrar uma invasão demoníaca na Terra liderada por um poderoso demônio conhecido como Coelho Branco, ao mesmo tempo em que entra em conflito com uma soldada, Mary.
A série foi lançada em 3 de abril de 2025 na Netflix. Uma semana após a estreia, a série foi renovada para uma segunda temporada.

## Elenco de voz
- Johnny Yong Bosch como Dante[4]
- Scout Taylor-Compton como Mary Ann Arkham/Lady[5]
- Hoon Lee como o Coelho Branco[5]
- Chris Coppola como Enzo Ferino[5]
- Kevin Conroy como Vice-Presidente William Baines[5]
- Robbie Daymond como Vergil[6]

## Episódios
| N.º | Título original Título no Brasil                       | Dirigido por   | Escrito por                                                        | Exibição original  |
| --- | ------------------------------------------------------ | -------------- | ------------------------------------------------------------------ | ------------------ |
| 1   | "Inferno"                                              | Kim Sun-min    | História por : Adi Shankar e Alex Larsen Roteiro por : Alex Larsen | 3 de abril de 2025 |
| 2   | "Our Lady of Sorrows" "Nossa Senhora das Dores"        | Han Seung-woo  | História por : Adi Shankar e Alex Larsen Roteiro por : Alex Larsen | 3 de abril de 2025 |
| 3   | "The Deep and Savage Way" "O Caminho Alto e Silvestre" | Park So-young  | História por : Adi Shankar e Alex Larsen Roteiro por : Alex Larsen | 3 de abril de 2025 |
| 4   | "All Hope Abandon" "Abandonai Toda a Esperança"        | Han Seung-woo  | História por : Adi Shankar e Alex Larsen Roteiro por : Alex Larsen | 3 de abril de 2025 |
| 5   | "Descent" "Descida"                                    | Park So-young  | História por : Adi Shankar e Alex Larsen Roteiro por : Alex Larsen | 3 de abril de 2025 |
| 6   | "The First Circle" "O Primeiro Círculo"                | Hong Jee-young | História por : Adi Shankar e Alex Larsen Roteiro por : Alex Larsen | 3 de abril de 2025 |
| 7   | "At the Gates of Paradise" "Às Portas do Paraíso"      | Han Seung-woo  | História por : Adi Shankar e Alex Larsen Roteiro por : Alex Larsen | 3 de abril de 2025 |
| 8   | "A River of Blood and Fire" "Um Rio de Sangue e Fogo"  | Park So-young  | História por : Adi Shankar e Alex Larsen Roteiro por : Alex Larsen | 3 de abril de 2025 |

## Lançamento
Em setembro de 2023, um primeiro trailer foi lançado junto com a notícia de que o Studio Mir da Coreia do Sul estaria produzindo e animando a série. Um segundo teaser trailer foi lançado em 19 de setembro de 2024. Em janeiro de 2025, a sequência de introdução para o programa, que contou com a música "Rollin'" do Limp Bizkit, foi revelada e a data de lançamento foi 3 de abril.

## Recepção
No site agregador de avaliações Rotten Tomatoes, Devil May Cry tem um índice de aprovação de 92%, com base em 12 avaliações com uma pontuação média de 7,8/10. O Metacritic, que usa uma média ponderada, atribuiu uma pontuação de 80 de 100 com base em quatro avaliações críticas, indicando "avaliações geralmente favoráveis".